# سولريامفيتول
سولريامفيتول(Solriamfetol )، الذي يباع تحت الاسم التجاري Sunosi، هو دواء يستخدم لعلاج النعاس المفرط المرتبط بالخدار و انقطاع التنفس الانسدادي أثناء النوم .  و يؤخذ عن طريق الفم. 
تشمل الآثار الجانبية الشائعة له: الصداع و الغثيان و القلق و صعوبة النوم.  قد تشمل الآثار الجانبية الأخرى أيضا زيادة ضغط الدم نتيجة سوء الاستعمال.  إنه يتفاعل مع مثبطات أوكسيديز أحادي الأمين (MAO).  أما السلامة في الحمل و الرضاعة الطبيعية فهي غير واضحة بالمرة.  و هو مثبط إعادة امتصاص النورإبينفرين والدوبامين (NDRI)؛ على الرغم من أن كيفية تحسين اليقظة ليست واضحة تمامًا.  
ووفق على سولريامفيتول للاستخدام الطبي في الولايات المتحدة في عام 2019 و أوروبا في عام 2020.   تبلغ تكلفته في الولايات المتحدة حوالي 690 دولارًا أمريكيًا شهريًا اعتبارًا منذ عام 2021.  و تعتبر مادة خاضعة للرقابة من الجدول الرابع في الولايات الأمريكية.